# Schwarzenborn (Hessen)
Schwarzenborn település Németországban, Hessen tartományban. Lakosainak száma 1194 fő (2023. december 31.).

## Népesség
A település népességének változása:
| Lakosok száma | 1275 | 1203 | 1289 | 1209 | 1194 |
|               | 2017 | 2019 | 2021 | 2022 | 2023 |